# Coppa del Mondo di scherma 2023
La Coppa del Mondo di scherma 2022-2023 è stata la 52ª edizione della competizione annuale organizzata dalla Federazione internazionale della scherma. Ha preso il via il 10 novembre 2022 ad Algeri e si è conclusa nel luglio 2023 con i Campionati del Mondo. Il calendario ufficiale ha previsto otto competizioni per arma, suddivise in cinque tornei di Categoria A e tre Grand Prix, oltre ai campionati continentali e mondiali.

## Distribuzione dei punti

### Individuale
Le competizioni del calendario si suddividono in cinque categorie. Tutte portano dei punti validi per la Coppa del Mondo secondo un coefficiente prestabilito: 1 per le prove di Coppa del Mondo e i campionati continentali, 1,5 per i Grand Prix, 2,5 per i campionati mondiali e 3 per i Giochi olimpici. I tornei satellite, destinati a far familiarizzare i giovani schermidori con le competizioni internazionali, portano pochi punti.
Per calcolare la classifica di uno schermidore, contano solamente i cinque migliori punteggi ottenuti durante le prove di Coppa del Mondo, Grand Prix e satellite, oltre ai campionati mondiali e ai Giochi olimpici..
| Pos.                                    | 1  | 2  | 3-4 | 5-8 | 9-16 | 17-32 | 33-64 | 65-96 | 97-128 | 129-256 |
| --------------------------------------- | -- | -- | --- | --- | ---- | ----- | ----- | ----- | ------ | ------- |
| Satellite                               | 4  | 3  | 2   | 1   | 0    | 0     | 0     | 0     | 0      | 0       |
| Campionati continentali Coppa del Mondo | 32 | 26 | 20  | 14  | 8    | 4     | 2     | 1     | 0,5    | 0,25    |
| Grand Prix                              | 48 | 39 | 30  | 21  | 12   | 6     | 3     | 1,5   | 0,75   | 0,375   |
| Campionati mondiali                     | 80 | 65 | 50  | 35  | 20   | 10    | 5     | 2,5   | 1,25   | 0,625   |
| Giochi olimpici                         | 96 | 78 | 60  | 42  | 24   | 12    | 6     | 3     | 1,5    | 0,75    |

### A squadre
La distribuzione dei punti è la stessa per tutte le competizioni a squadre, tranne che per i campionati mondiali che portano il doppio dei punti.
Per calcolare la classifica di una squadre, contano solamente i quattro migliori risultati delle prove di Coppa del Mondo, oltre a quelli di campionati mondiali o Olimpiadi e dei campionati continentali.
| Pos.                                    | 1   | 2   | 3  | 4  | 5  | 6  | 7  | 8  | 9  | 10 | 11 | 12 | 13 | 14 | 15 | 16 | 17-32 |
| --------------------------------------- | --- | --- | -- | -- | -- | -- | -- | -- | -- | -- | -- | -- | -- | -- | -- | -- | ----- |
| Campionati continentali Coppa del Mondo | 64  | 52  | 40 | 36 | 32 | 30 | 28 | 26 | 25 | 24 | 23 | 22 | 21 | 20 | 19 | 18 | 8     |
| Campionati mondiali                     | 128 | 104 | 80 | 72 | 64 | 60 | 56 | 52 | 50 | 48 | 46 | 44 | 42 | 40 | 38 | 36 | 16    |

## Calendario
| Legenda | Abbreviazione | Categoria               |
|         | CM            | Campionati mondiali     |
|         | CC            | Campionati continentali |
|         | GP            | Grand Prix              |
|         | CdM           | Coppa del Mondo         |
|         | Sat           | Tornei satelliti        |

### Donne

#### Tornei satellite
| Data              | Nome e luogo                       | Cat. | Arma     | Tipo   | Vincitrice                | Finalista               | Semifinaliste                                 |
| ----------------- | ---------------------------------- | ---- | -------- | ------ | ------------------------- | ----------------------- | --------------------------------------------- |
| 3 settembre 2022  | 68° Trofeo di Belgrado Belgrado    | Sat. | Spada    | Indiv. | Jana Grijak               | Leonore Praxmarer       | Anđela Miličić Katarina Knežević              |
| 10 settembre 2022 | Torneo satellite Bratislava        | Sat. | Fioretto | Indiv. | Maia Mei Weintraub        | Lili Maria Brugger      | Karen Biasco Amelie Tsang                     |
| 11 settembre 2022 | Torneo satellite Bratislava        | Sat. | Spada    | Indiv. | Ksenija Panteljejeva      | Aube Vandingenen        | Veronika Bieleszová Michala Pěchovová         |
| 18 settembre 2022 | Torneo satellite Stoccolma         | Sat. | Spada    | Indiv. | Alice Clerici             | Viktė Ažukaitė          | Louise Ulltjärn Paula Schmidl                 |
| 24 settembre 2022 | Torneo satellite Turku             | Sat. | Spada    | Indiv. | Nelli Differt             | Emma Fransson           | Irina Embrich Emma Fransson                   |
| 25 settembre 2022 | Torneo satellite Bucarest          | Sat. | Fioretto | Indiv. | Vittoria Ciampalini       | Ol'ha Sopit             | Zander Rhodes Carlotta Ferrari                |
| 25 settembre 2022 | Torneo satellite Sofia             | Sat. | Sciabola | Indiv. | Olga Hramova              | Yoana Ilieva            | Luisa Fernanda Herrera Lara Benedetta Fusetti |
| 2 ottobre 2022    | Torneo satellite Ginevra           | Sat. | Spada    | Indiv. | Ksenija Panteljejeva      | Angela Krieger          | Leonora Mackinnon Valentina Bos               |
| 2 ottobre 2022    | Torneo satellite Gand              | Sat. | Sciabola | Indiv. | Benedetta Fusetti         | Ol'ha Charlan           | Lena Stemper Louise Klein                     |
| 8 ottobre 2022    | Torneo satellite San José          | Sat. | Spada    | Indiv. | María Luisa Doig Calderón | Frania Tejeda           | Josefina Ramírez Susana Fornaris              |
| 9 ottobre 2022    | Trekanten International Copenaghen | Sat. | Fioretto | Indiv. | Constance Catarzi         | Marta Ricci             | Morgane Patru Claudia Borella                 |
| 15 ottobre 2022   | Torneo satellite Spalato           | Sat. | Spada    | Indiv. | Irina Embrich             | Alessandra Bozza        | Nelli Differt Anna Kun                        |
| 16 ottobre 2022   | Torneo satellite Singapore         | Sat. | Fioretto | Indiv. | Cheung Kemei              | Daphne Chan Nok Sze     | Maxine Wong Jie Xib Elle Koh Meihui           |
| 22 ottobre 2022   | Torneo satellite Antalya           | Sat. | Sciabola | Indiv. | Valeriya Bolshakova       | Aigerim Sarybay         | Nisanir Erbil Jessica Ong Shu Hui             |
| 23 ottobre 2022   | Torneo satellite Antalya           | Sat. | Fioretto | Indiv. | Irem Karamete             | Maxine Wong             | Anca Savaenu Laeticia Jørgensen               |
| 29 ottobre 2022   | Torneo satellite Barcellona        | Sat. | Fioretto | Indiv. | Flóra Pásztor             | Julia Walczyk-Klimaszyk | Beatrice Monaco Claudia Borella               |
| 30 ottobre 2022   | Torneo satellite Oslo              | Sat. | Spada    | Indiv. | Natalia Toby              | Irina Embrich           | Alejandra Cisneros Olga Mizera                |

#### Circuito principale
| Data             | Nome e luogo                            | Cat. | Arma     | Tipo    | Vincitrice                                                                                    | Finalista                                                                                | Semifinaliste                                                                                 | T      |
| ---------------- | --------------------------------------- | ---- | -------- | ------- | --------------------------------------------------------------------------------------------- | ---------------------------------------------------------------------------------------- | --------------------------------------------------------------------------------------------- | ------ |
| 10 novembre 2022 | Coppa del Mondo Algeri                  | CdM  | Sciabola | Indiv.  | Lucía Martín-Portugués                                                                        | Michela Battiston                                                                        | Sara Balzer Theodora Gkountoura                                                               | [ 3 ]  |
| 10 novembre 2022 | Coppa del Mondo Algeri                  | CdM  | Sciabola | Squadre | Francia Sara Balzer Cécilia Berder Caroline Quéroli Margaux Rifkiss                           | Corea del Sud Choi Se-bin Hong Hae-un Jeon Eun-hye Yoon Ji-su                            | Italia Martina Criscio Eloisa Passaro Rossella Gregorio Chiara Mormile                        | [ 4 ]  |
| 11 novembre 2022 | Tallinna Mõõk Tallinn                   | CdM  | Spada    | Indiv.  | Alberta Santuccio                                                                             | Marie-Florence Candassamy                                                                | Song Se-ra Zhu Mingye                                                                         | [ 5 ]  |
| 11 novembre 2022 | Tallinna Mõõk Tallinn                   | CdM  | Spada    | Squadre | Italia Rossella Fiamingo Federica Isola Roberta Marzani Giulia Rizzi                          | Ucraina Inna Brovko Vlada Char'kova Ksenija Panteljejeva Julija Svystil                  | Francia Marie-Florence Candassamy Auriane Mallo Éloïse Vanryssel Coraline Vitalis             | [ 6 ]  |
| 8 dicembre 2022  | Coppa del Mondo Vancouver               | CdM  | Spada    | Indiv.  | Giulia Rizzi                                                                                  | Vivian Kong                                                                              | Alexanne Verret Anna Kun                                                                      | [ 7 ]  |
| 8 dicembre 2022  | Coppa del Mondo Vancouver               | CdM  | Spada    | Squadre | Francia Marie-Florence Candassamy Auriane Mallo Lauren Rembi Jade Sersot                      | Corea del Sud Choi In-jeong Kang Young-mi Lee Hye-in Song Se-ra                          | Svizzera Valentina Bos Pauline Brunner Angeline Favre Noemi Moeschlin                         | [ 8 ]  |
| 9 dicembre 2022  | Coppa del Mondo Belgrado                | CdM  | Fioretto | Indiv.  | Alice Volpi                                                                                   | Leonie Ebert                                                                             | Francesca Palumbo Lee Kiefer                                                                  | [ 9 ]  |
| 9 dicembre 2022  | Coppa del Mondo Belgrado                | CdM  | Fioretto | Squadre | Italia Erica Cipressa Martina Favaretto Francesca Palumbo Alice Volpi                         | Stati Uniti Jacqueline Dubrovich Lee Kiefer Zander Rhodes Maia Mei Weintraub             | Francia Anita Blaze Solène Butruille Morgane Patru Pauline Ranvier                            | [ 10 ] |
| 9 dicembre 2022  | Trofeo Nuoma Orléans                    | GP   | Sciabola | Indiv.  | Martina Criscio                                                                               | Manon Brunet                                                                             | Despina Georgiadou Chiara Mormile                                                             | [ 11 ] |
| 12 gennaio 2023  | Challenge international de Paris Parigi | CdM  | Fioretto | Indiv.  | Alice Volpi                                                                                   | Lee Kiefer                                                                               | Francesca Palumbo Ysaora Thibus                                                               |        |
| 12 gennaio 2023  | Challenge international de Paris Parigi | CdM  | Fioretto | Squadre | Italia Erica Cipressa Martina Favaretto Francesca Palumbo Alice Volpi                         | Stati Uniti Stefani Deschner Jacqueline Dubrovich Lee Kiefer Zander Rhodes               | Giappone Sera Azuma Komaki Kikuchi Karin Miyawaki Yuka Ueno                                   |        |
| 13 gennaio 2023  | Grand Prix Tunis                        | GP   | Sciabola | Indiv.  | Despina Georgiadou                                                                            | Lucía Martín-Portugués                                                                   | Misaki Emura Ol'ha Charlan                                                                    | [ 12 ] |
| 27 gennaio 2023  | Grand Prix del Qatar Doha               | GP   | Spada    | Indiv.  | Nathalie Moellhausen                                                                          | Marie-Florence Candassamy                                                                | Vivian Kong                                                                                   | [ 13 ] |
| 10 febbraio 2023 | Città di Barcellona Barcellona          | CdM  | Spada    | Indiv.  | Nathalie Moellhausen                                                                          | Kang Young-mi                                                                            | Auriane Mallo Sun Yiwen                                                                       | [ 14 ] |
| 10 febbraio 2023 | Città di Barcellona Barcellona          | CdM  | Spada    | Squadre | Corea del Sud Kang Young-mi Lee Hye-in Song Se-ra Yu Dan-woo                                  | Italia Rossella Fiamingo Federica Isola Mara Navarria Alberta Santuccio                  | Cina Lin Sheng Sun Yiwen Xu Nuo Yu Sihan                                                      | [ 15 ] |
| 10 febbraio 2023 | Coppa del Mondo Tashkent                | CdM  | Sciabola | Indiv.  | Despina Georgiadou                                                                            | Theodora Gkountoura                                                                      | Misaki Emura Elizabeth Tartakovsky                                                            | [ 16 ] |
| 10 febbraio 2023 | Coppa del Mondo Tashkent                | CdM  | Sciabola | Squadre | Bulgaria Olga Hramova Yoana Ilieva Emma Neikova                                               | Azerbaigian Anna Bashta Valeriya Bolshakova Sabina Karimova Palina Kaspiarovich          | Corea del Sud Choi Se-bin Jeon Ha-young Jeon Eun-hye Yoon Ji-su                               | [ 17 ] |
| 10 febbraio 2023 | Grand Prix Torino                       | GP   | Fioretto | Indiv.  | Ysaora Thibus                                                                                 | Erica Cipressa                                                                           | Camilla Mancini Alina Polozjuk                                                                | [ 18 ] |
| 23 febbraio 2023 | Coppa del Mondo Il Cairo                | CdM  | Fioretto | Indiv.  | Martina Favaretto                                                                             | Martina Batini                                                                           | Julia Walczyk-Klimaszyk Lee Kiefer                                                            | [ 19 ] |
| 23 febbraio 2023 | Coppa del Mondo Il Cairo                | CdM  | Fioretto | Squadre | Italia Erica Cipressa Martina Favaretto Francesca Palumbo Alice Volpi                         | Stati Uniti Jacqueline Dubrovich Lee Kiefer Lauren Scruggs Maia Mei Weintraub            | Giappone Sera Azuma Komaki Kikuchi Sumire Tsuji Yuka Ueno                                     | [ 20 ] |
| 3 marzo 2023     | Coppa Akropolis Atene                   | CdM  | Sciabola | Indiv.  | Sugár Katinka Battai                                                                          | Ol'ha Charlan                                                                            | Manon Apithy-Brunet Theodora Gkountoura                                                       | [ 21 ] |
| 3 marzo 2023     | Coppa Akropolis Atene                   | CdM  | Sciabola | Squadre | Francia Manon Apithy-Brunet Sara Balzer Caroline Quéroli Margaux Rifkiss                      | Corea del Sud Choi Se-bin Jeon Ha-young Jeon Eun-hye Yoon Ji-su                          | Italia Michela Battiston Martina Criscio Rossella Gregorio Chiara Mormile                     | [ 22 ] |
| 10 marzo 2023    | Grand Prix WESTEND Budapest             | GP   | Spada    | Indiv.  | Renata Knapik-Miazga                                                                          | Anna Kun                                                                                 | Marie-Florence Candassamy Nelli Differt                                                       | [ 23 ] |
| 17 marzo 2023    | Coppa del Mondo Sint-Niklaas            | CdM  | Sciabola | Indiv.  | Sara Balzer                                                                                   | Shao Yaqi                                                                                | Rossella Gregorio Theodora Gkountoura                                                         | [ 24 ] |
| 17 marzo 2023    | Coppa del Mondo Sint-Niklaas            | CdM  | Sciabola | Squadre | Corea del Sud Choi Se-bin Jeon Eun-hye Lee Ha-nah Yun So-yeon                                 | Italia Michela Battiston Martina Criscio Rossella Gregorio Chiara Mormile                | Ucraina Julija Bakastova Ol'ha Charlan Alina Komaščuk Olena Kravac'ka                         | [ 25 ] |
| 17 marzo 2023    | Grand Prix Pusan                        | GP   | Fioretto | Indiv.  | Lee Kiefer                                                                                    | Sera Azuma                                                                               | Martina Sinigalia Alice Volpi                                                                 | [ 26 ] |
| 24 marzo 2023    | Coppa del Mondo Nanchino                | CdM  | Spada    | Indiv.  | Anna Kun                                                                                      | Alexandra Louis-Marie                                                                    | Auriane Mallo                                                                                 | [ 27 ] |
| 24 marzo 2023    | Coppa del Mondo Nanchino                | CdM  | Spada    | Squadre | Francia Marie-Florence Candassamy Alexandra Louis-Marie Auriane Mallo Coraline Vitalis        | Corea del Sud Choi In-jeong Kang Young-mi Lee Hye-in Song Se-ra                          | Italia Rossella Fiamingo Federica Isola Mara Navarria Alberta Santuccio                       | [ 28 ] |
| 27 aprile 2023   | Grand Prix Seul                         | GP   | Sciabola | Indiv.  | Theodora Gkountoura                                                                           | Sara Balzer                                                                              | Misaki Emura Ol'ha Charlan                                                                    | [ 29 ] |
| 5 maggio 2023    | Grand Prix Cali                         | GP   | Spada    | Indiv.  | Vivian Kong                                                                                   | Marie-Florence Candassamy                                                                | Rossella Fiamingo Nathalie Moellhausen                                                        | [ 30 ] |
| 5 maggio 2023    | Coppa del Mondo Plovdiv                 | CdM  | Fioretto | Indiv.  | Lee Kiefer                                                                                    | Ysaora Thibus                                                                            | Flóra Pásztor Morgane Patru                                                                   | [ 31 ] |
| 5 maggio 2023    | Coppa del Mondo Plovdiv                 | CdM  | Fioretto | Squadre | Francia Anita Blaze Solène Butruille Pauline Ranvier Ysaora Thibus                            | Italia Erica Cipressa Martina Favaretto Francesca Palumbo Alice Volpi                    | Stati Uniti Jacqueline Dubrovich Zander Rhodes Lauren Scruggs Maia Mei Weintraub              | [ 32 ] |
| 12 maggio 2023   | Coppa del Mondo Batumi                  | CdM  | Sciabola | Indiv.  | Sara Balzer                                                                                   | Caroline Quéroli                                                                         | Anna Márton Chiara Mormile                                                                    | [ 33 ] |
| 12 maggio 2023   | Coppa del Mondo Batumi                  | CdM  | Sciabola | Squadre | Ucraina Julija Bakastova Ol'ha Charlan Alina Komaščuk Olena Kravac'ka                         | Stati Uniti Maia Chamberlain Tatiana Nazlymov Magda Skarbonkiewicz Elizabeth Tartakovsky | Spagna Elena Hernández Lucía Martín-Portugués Araceli Navarro Celia Pérez                     | [ 34 ] |
| 19 maggio 2023   | Coppa del Mondo Fujaira                 | CdM  | Spada    | Indiv.  | Song Se-ra                                                                                    | Vivian Kong                                                                              | Anna Kun Gaia Traditi                                                                         | [ 35 ] |
| 19 maggio 2023   | Coppa del Mondo Fujaira                 | CdM  | Spada    | Squadre | Francia Marie-Florence Candassamy Alexandra Louis-Marie Auriane Mallo Coraline Vitalis        | Corea del Sud Choi In-jeong Kang Young-mi Lee Hye-in Song Se-ra                          | Polonia Renata Knapik-Miazga Magdalena Pawłowska Martyna Swatowska-Wenglarczyk Ewa Trzebińska | [ 36 ] |
| 19 maggio 2023   | Grand Prix Shanghai                     | GP   | Fioretto | Indiv.  | Anne Sauer                                                                                    | Martina Batini                                                                           | Lee Kiefer Ysaora Thibus                                                                      | [ 37 ] |
| 3 giugno 2023    | Coppa del Mondo Tbilisi                 | CdM  | Fioretto | Indiv.  | Martina Favaretto                                                                             | Anne Sauer                                                                               | Eleanor Harvey Ysaora Thibus                                                                  | [ 38 ] |
| 3 giugno 2023    | Coppa del Mondo Tbilisi                 | CdM  | Fioretto | Squadre | Stati Uniti Jacqueline Dubrovich Lee Kiefer Lauren Scruggs Maia Mei Weintraub                 | Italia Erica Cipressa Martina Favaretto Francesca Palumbo Alice Volpi                    | Giappone Sera Azuma Karin Miyawaki Sumire Tsuji Yuka Ueno                                     | [ 39 ] |
| 15 giugno 2023   | Campionati panamericani Lima            | CC   | Spada    | Indiv.  | Catherine Nixon                                                                               | Montserrat Viveros                                                                       | Katharine Holmes Nathalie Moellhausen                                                         |        |
| 15 giugno 2023   | Campionati panamericani Lima            | CC   | Spada    | Squadre | Stati Uniti Katharine Holmes Hadley Husisian Catherine Nixon Isis Washington                  | Canada Leonora Mackinnon Marie-Frédérique Millette Alexanne Verret Ruien Xiao            | Brasile Nathalie Moellhausen Amanda Netto Simeão Marcela Silva Victoria Vizeu                 |        |
| 15 giugno 2023   | Campionati panamericani Lima            | CC   | Fioretto | Indiv.  | Lee Kiefer                                                                                    | Maia Weintraub                                                                           | Jessica Guo Lauren Scruggs                                                                    |        |
| 15 giugno 2023   | Campionati panamericani Lima            | CC   | Fioretto | Squadre | Canada Sabrina Fang Jessica Guo Eleanor Harvey Yunjia Zhang                                   | Stati Uniti Jacqueline Dubrovich Lee Kiefer Lauren Scruggs Maia Weintraub                | Messico Alely Hernández Victoria Meza Oceguera Nataly Michel Melissa Rebolledo                |        |
| 15 giugno 2023   | Campionati panamericani Lima            | CC   | Sciabola | Indiv.  | Magda Skarbonkiewicz                                                                          | Pamela Brind'Amour                                                                       | Elizabeth Tartakovsky Karina Trois                                                            |        |
| 15 giugno 2023   | Campionati panamericani Lima            | CC   | Sciabola | Squadre | Stati Uniti Maia Chamberlain Tatyana Nazlymov Magda Skarbonkiewicz Elizabeth Tartakovsky      | Messico Natalia Botello Diana González Regina Pedraza Julieta Toledo                     | Venezuela Luismar Banezca Katherine Paredes Torres Shia Rodríguez Fabiangela Ruido            |        |
| 16 giugno 2023   | Campionato europeo Sofia                | CC   | Spada    | Indiv.  | Alexandra Louis-Marie                                                                         | Mara Navarria                                                                            | Nelli Differt Auriane Mallo                                                                   | [ 40 ] |
| 16 giugno 2023   | Campionato europeo Sofia                | CC   | Fioretto | Indiv.  | Martina Batini                                                                                | Martina Favaretto                                                                        | Francesca Palumbo Alice Volpi                                                                 | [ 41 ] |
| 16 giugno 2023   | Campionato europeo Sofia                | CC   | Sciabola | Indiv.  | Manon Brunet-Apithy                                                                           | Sara Balzer                                                                              | Martina Criscio Theodóra Gkountoúra                                                           | [ 42 ] |
| 17 giugno 2023   | Campionati asiatici Wuxi                | CC   | Spada    | Indiv.  | Vivian Kong                                                                                   | Song Se-ra                                                                               | Choi In-jeong Lin Sheng                                                                       |        |
| 17 giugno 2023   | Campionati asiatici Wuxi                | CC   | Spada    | Squadre | Corea del Sud Choi In-jeong Kang Young-mi Lee Hye-in Song Se-ra                               | Hong Kong Chan Wai Ling Chu Ka Mong Kaylin Hsieh Vivian Kong                             | Cina Lin Sheng Sun Yiwen Tang Junyao Zhu Mingye                                               |        |
| 17 giugno 2023   | Campionati asiatici Wuxi                | CC   | Fioretto | Indiv.  | Chen Qingyuan                                                                                 | Sera Azuma                                                                               | Amita Berthier Hong Hyo-jin                                                                   |        |
| 17 giugno 2023   | Campionati asiatici Wuxi                | CC   | Fioretto | Squadre | Giappone Sera Azuma Komaki Kikuchi Karin Miyawaki Yūka Ueno                                   | Cina Cai Yuanting Chen Qingyuan Fu Yiting Huang Qianqian                                 | Hong Kong Daphne Chan Valerie Cheng Kuan Yu Ching Sophia Wu                                   |        |
| 17 giugno 2023   | Campionati asiatici Wuxi                | CC   | Sciabola | Indiv.  | Zaynab Dayibekova                                                                             | Yoon Ji-su                                                                               | Bhavani Devi Chadalavada Yang Hengyu                                                          |        |
| 17 giugno 2023   | Campionati asiatici Wuxi                | CC   | Sciabola | Squadre | Corea del Sud Choi Se-bin Hong Hae-un Jeon Eun-hye Yoon Ji-su                                 | Cina Fu Ying Shao Yaqi Yang Hengyu Zhang Xinyi                                           | Giappone Misaki Emura Shihomi Fukushima Seri Ozaki Risa Takashima                             |        |
| 19 giugno 2023   | Campionati africani Il Cairo            | CC   | Spada    | Indiv.  | Alexandra Ndolo                                                                               | Inès El Batoul Taleb                                                                     | Chloé Bousfiha Aya Hussein                                                                    |        |
| 19 giugno 2023   | Campionati africani Il Cairo            | CC   | Spada    | Squadre | Egitto Nardin Ehab Hana El-Eraky Shirwit Gaber Aya Hussein                                    | Marocco Saadia Bastos Chloé Bousfiha Camélia El Kord Sarah Tahra Ellis                   | Algeria Selma Benchekor Charline Boukhelifa Inès El Batoul Taleb Yousra Zebboudj              |        |
| 19 giugno 2023   | Campionati africani Il Cairo            | CC   | Fioretto | Indiv.  | Yara El-Sharkawy                                                                              | Nora Mohamed                                                                             | Maxine Esteban Meriem Mebarki                                                                 |        |
| 19 giugno 2023   | Campionati africani Il Cairo            | CC   | Fioretto | Squadre | Egitto Yara El-Sharkawy Malak Hamza Noha Hany Nora Mohamed                                    | Algeria Selma Benchekor Meriem Mebarki Yousra Zebboudj Sonia Zeboudj                     | Tunisia Yasmine Ayari Nourane B'chir Mariem Khiari -                                          |        |
| 19 giugno 2023   | Campionati africani Il Cairo            | CC   | Sciabola | Indiv.  | Saoussen Boudiaf                                                                              | Nada Hafez                                                                               | Mariam Deghiedy Zohra Nora Kehli                                                              |        |
| 19 giugno 2023   | Campionati africani Il Cairo            | CC   | Sciabola | Squadre | Egitto Mariam Deghiedy Jana El-Bakry Nada Hafez A. Hegazy                                     | Algeria Saoussen Boudiaf Abik Boungab Zohra Nora Kehli Kaouther Mohamed Belkebir         | Tunisia Yasmine Daghfous Olfa Hezami Kenza Lakhoua -                                          |        |
| 25 giugno 2023   | Giochi europei a squadre Cracovia       | CC   | Spada    | Squadre | Francia Auriane Mallo Coraline Vitalis Marie-Florence Candassamy Alexandra Louis-Marie        | Ungheria Anna Kun Dorina Wimmer Eszter Muhari Lili Buki                                  | Italia Rossella Fiamingo Federica Isola Mara Navarria Alberta Santuccio                       |        |
| 25 giugno 2023   | Giochi europei a squadre Cracovia       | CC   | Fioretto | Squadre | Italia Alice Volpi Martina Favaretto Martina Batini Francesca Palumbo                         | Francia Ysaora Thibus Morgane Patru Anita Blaze Pauline Ranvier                          | Germania Leonie Ebert Leandra Behr Anne Sauer Aliya Dhuique-Hein                              |        |
| 25 giugno 2023   | Giochi europei a squadre Cracovia       | CC   | Sciabola | Squadre | Francia Sara Balzer Margaux Rifkiss Manon Apithy-Brunet -                                     | Italia Rossella Gregorio Martina Criscio Eloisa Passaro Chiara Mormile                   | Ungheria Luca Szucz Sugár Katinka Battai Liza Pusztai Renáta Katona                           |        |
| 22 luglio 2023   | Campionati mondiali Milano              | CM   | Spada    | Indiv.  | Marie-Florence Candassamy                                                                     | Alberta Santuccio                                                                        | Mara Navarria Sun Yiwen                                                                       |        |
| 22 luglio 2023   | Campionati mondiali Milano              | CM   | Spada    | Squadre | Polonia Renata Knapik-Miazga Magdalena Pawłowska Martyna Swatowska-Wenglarczyk Ewa Trzebińska | Italia Rossella Fiamingo Federica Isola Mara Navarria Alberta Santuccio                  | Corea del Sud Choi In-jeong Kang Young-mi Lee Hye-in Song Se-ra                               |        |
| 22 luglio 2023   | Campionati mondiali Milano              | CM   | Fioretto | Indiv.  | Alice Volpi                                                                                   | Arianna Errigo                                                                           | Martina Favaretto Lee Kiefer                                                                  |        |
| 22 luglio 2023   | Campionati mondiali Milano              | CM   | Fioretto | Squadre | Italia Arianna Errigo Martina Favaretto Francesca Palumbo Alice Volpi                         | Francia Solène Butruille Morgane Patru Pauline Ranvier Ysaora Thibus                     | Giappone Sera Azuma Komaki Kikuchi Karin Miyawaki Yūka Ueno                                   |        |
| 22 luglio 2023   | Campionati mondiali Milano              | CM   | Sciabola | Indiv.  | Misaki Emura                                                                                  | Déspina Georgiádou                                                                       | Theodóra Gkountoúra Yoana Ilieva                                                              |        |
| 22 luglio 2023   | Campionati mondiali Milano              | CM   | Sciabola | Squadre | Ungheria Sugár Katinka Battai Anna Márton Liza Pusztai Luca Szucs                             | Francia Manon Apithy-Brunet Sara Balzer Caroline Quéroli Margaux Rifkiss                 | Corea del Sud Choi Se-bin Jeon Eun-hye Jeon Ha-young Yoon Ji-su                               |        |

### Uomini

#### Tornei satellite
| Data              | Nome e luogo                       | Cat. | Arma     | Tipo   | Vincitore                    | Finalista              | Semifinalisti                                   |
| ----------------- | ---------------------------------- | ---- | -------- | ------ | ---------------------------- | ---------------------- | ----------------------------------------------- |
| 3 settembre 2023  | 68° Trofeo di Belgrado Belgrado    | Sat. | Spada    | Indiv. | Patrick Jørgensen            | Rahim Rashaida         | Yordan Galabov Fabian Herzberg                  |
| 3 settembre 2022  | Torneo satellite Isfahan           | Sat. | Sciabola | Indiv. | Ali Pakdaman                 | Mohammad Rahbari       | Nima Zahedi Enver Yildirim                      |
| 10 settembre 2022 | Torneo satellite Lagos             | Sat. | Spada    | Indiv. | Tonye Sawari                 | Moyosore Babalola      | Djibril Affo-Mefi Iyinolouwa Babarinsa          |
| 10 settembre 2022 | Torneo satellite Bratislava        | Sat. | Fioretto | Indiv. | Petar Files                  | Jaimie Cook            | William Lonsdale Arpad Fazekas                  |
| 17 settembre 2022 | Torneo satellite Stoccolma         | Sat. | Spada    | Indiv. | Patrick Jørgensen            | Conrad Seibæk Kongstad | Grigori Beskin Linus Islas Flygare              |
| 24 settembre 2022 | Torneo satellite Turku             | Sat. | Spada    | Indiv. | Juri Salm                    | Linus Islas Flygare    | Julius Jutila Pablo Nuñez                       |
| 24 settembre 2022 | Torneo satellite Bucarest          | Sat. | Fioretto | Indiv. | Remi Brunner                 | Romain Bel             | Juvenal Alarcon David Williams                  |
| 24 settembre 2022 | Torneo satellite Sofia             | Sat. | Sciabola | Indiv. | Todor Stoychev               | Furkan Yaman           | Krisztián Rabb Daniele Franciosa                |
| 1º ottobre 2022   | Torneo satellite Ginevra           | Sat. | Spada    | Indiv. | Mathias Biabiany             | Andrij Opanasenko      | Alexis Bayard Mychajlo Krasnjuk                 |
| 2 ottobre 2022    | Torneo satellite Gand              | Sat. | Sciabola | Indiv. | Krisztián Rabb               | Remi Garrigue          | Benjamin Durcef Thomas Martine                  |
| 2 ottobre 2022    | Torneo satellite Monterrey         | Sat. | Fioretto | Indiv. | Ethan Gassner                | David Gomez            | Ulises Soto Tommaso Archilei                    |
| 8 ottobre 2022    | Trekanten International Copenaghen | Sat. | Fioretto | Indiv. | Rafael Savin                 | Jules Andriamampianina | Adrien Helmy-Cocoynacq Jonas Winterberg-Poulsen |
| 9 ottobre 2022    | Torneo satellite San José          | Sat. | Spada    | Indiv. | Isaac Arturo Dorati Ameglio  | Florido Pablo          | Edoardo Munzone Bradley Johnston Leyer          |
| 15 ottobre 2022   | Torneo satellite Amstelveen        | Sat. | Fioretto | Indiv. | Leszek Rajski                | Luis Klein             | Petar Files Alexander Kahl                      |
| 16 ottobre 2022   | Torneo satellite Spalato           | Sat. | Spada    | Indiv. | David Nagy                   | Soma Somody            | Máté Tamás Koch Jesús Andrés Lugones Ruggeri    |
| 22 ottobre 2022   | Torneo satellite Zagabria          | Sat. | Fioretto | Indiv. | Filippo Macchi               | Daniel Dosa            | Davide Filippi Lee Yat Long                     |
| 22 ottobre 2022   | Torneo satellite Dublino           | Sat. | Spada    | Indiv. | Jesús Andrés Lugones Ruggeri | Elia Dagani            | Josef Mahringer Rafael Tulen                    |
| 22 ottobre 2022   | Torneo satellite Antalya           | Sat. | Sciabola | Indiv. | Enver Yildirim               | Muhammed Anasiz        | Yousef Alshamlan Tolga Aslan                    |
| 29 ottobre 2022   | Torneo satellite Barcellona        | Sat. | Fioretto | Indiv. | Guillaume Bianchi            | Carlos Llavador        | Luis Diaz Higueras Alexander Kahl               |
| 29 ottobre 2022   | Torneo satellite Oslo              | Sat. | Spada    | Indiv. | Josef Mahringer              | Daniel De Mola         | Luca Diliberto Andrij Opanasenko                |

#### Circuito principale
| Data             | Nome e luogo                                | Cat. | Arma     | Tipo    | Vincitore                                                                       | Finalista                                                                                               | Terzo posto                                                                   | T       |
| ---------------- | ------------------------------------------- | ---- | -------- | ------- | ------------------------------------------------------------------------------- | --- | ----------------------------------------------------------------------------- | ------- |
| 10 novembre 2022 | Coppa del Mondo Algeri                      | CdM  | Sciabola | Indiv.  | Sandro Bazadze                                                                  | Luigi Samele                                                                                            | Boladé Apithy Ziad El-Sissy                                                   | [ 43 ]  |
| 10 novembre 2022 | Coppa del Mondo Algeri                      | CdM  | Sciabola | Squadre | Corea del Sud Kim Jung-hwan Do Gyeong-dong Gu Bon-gil Oh Sang-uk                | Iran Ali Pakdaman Farzad Baher Arasbaran Mohammad Fotouhi Mohammad Rahbari                              | Germania Frederic Kindler Matyas Szabo Raoul Bonah Lorenz Kempf               | [ 44 ]  |
| 11 novembre 2022 | Coppa del Mondo Berna                       | CdM  | Spada    | Indiv.  | Tibor Andrasfi                                                                  | Jhon Édison Rodríguez                                                                                   | Kōki Kanō Luidgi Midelton                                                     | [ 45 ]  |
| 11 novembre 2022 | Coppa del Mondo Berna                       | CdM  | Spada    | Squadre | Francia Romain Cannone Yannick Borel Daniel Jérent Alexandre Bardenet           | Corea del Sud Kim Dae-eon Kweon Young-jun Ma Se-geon Jung Byeung-chan                                   | Ungheria David Nagy Máté Tamás Koch Gergely Siklósi Tibor Andrasfi            | [ 46 ]  |
| 11 novembre 2022 | Löwe von Bonn Bonn                          | CdM  | Fioretto | Indiv.  | Kyosuke Matsuyama                                                               | Alessio Foconi                                                                                          | Enzo Lefort Marcus Mepstead                                                   | [ 47 ]  |
| 11 novembre 2022 | Löwe von Bonn Bonn                          | CdM  | Fioretto | Squadre | Stati Uniti Chase Emmer Nick Itkin Alexander Massialas Gerek Meinhardt          | Italia Guillaume Bianchi Alessio Foconi Daniele Garozzo Tommaso Marini                                  | Francia Maximilien Chastanet Enzo Lefort Pierre Loisel Rafael Savin           | [ 48 ]  |
| 8 dicembre 2022  | Trofeo Nuoma Orléans                        | GP   | Sciabola | Indiv.  | Áron Szilágyi                                                                   | Sandro Bazadze                                                                                          | Luca Curatoli Kim Jung-hwan                                                   | [ 49 ]  |
| 9 dicembre 2022  | Coppa del Mondo Vancouver                   | CdM  | Spada    | Indiv.  | Gergely Siklósi                                                                 | Yannick Borel                                                                                           | Lan Minghao Alexandre Bardenet                                                | [ 50 ]  |
| 9 dicembre 2022  | Coppa del Mondo Vancouver                   | CdM  | Spada    | Squadre | Francia Alexandre Bardenet Yannick Borel Romain Cannone Alex Fava               | Italia Gabriele Cimini Valerio Cuomo Davide Di Veroli Andrea Santarelli                                 | Giappone Koki Kano Akira Komata Ryu Matsumoto Masaru Yamada                   | [ 51 ]  |
| 9 dicembre 2022  | Coppa del Principe Takamado Tokyo           | CdM  | Fioretto | Indiv.  | Tommaso Marini                                                                  | Maxime Pauty                                                                                            | Yudai Nagano Alaaeldin Abouelkassem                                           | [ 52 ]  |
| 9 dicembre 2022  | Coppa del Principe Takamado Tokyo           | CdM  | Fioretto | Squadre | Stati Uniti Miles Chamley-Watson Nick Itkin Alexander Massialas Gerek Meinhardt | Giappone Kazuka Imura Kyosuke Matsuyama Takahiro Shikine Kenta Suzumura                                 | Italia Guillaume Bianchi Alessio Foconi Daniele Garozzo Tommaso Marini        | [ 53 ]  |
| 12 gennaio 2023  | Challenge international de Paris Parigi     | CdM  | Fioretto | Indiv.  | Alexander Massialas                                                             | Guillaume Bianchi                                                                                       | Cheung Ka Long Carlos Llavador                                                | [ 54 ]  |
| 12 gennaio 2023  | Challenge international de Paris Parigi     | CdM  | Fioretto | Squadre | Italia Guillaume Bianchi Alessio Foconi Daniele Garozzo Tommaso Marini          | Stati Uniti Miles Chamley-Watson Nick Itkin Alexander Massialas Gerek Meinhardt                         | Giappone Kazuki Iimura Kyosuke Matsuyama Takahiro Shikine Kenta Suzumura      |         |
| 13 gennaio 2023  | Grand Prix Tunisi                           | GP   | Sciabola | Indiv.  | Sandro Bazadze                                                                  | Luigi Samele                                                                                            | Eli Dershwitz Andras Szatmari                                                 | [ 55 ]  |
| 27 gennaio 2023  | Grand Prix del Qatar Doha                   | GP   | Spada    | Indiv.  | Gergely Siklósi                                                                 | Neisser Loyola                                                                                          | Yannick Borel Akira Komata                                                    | [ 56 ]  |
| 10 febbraio 2023 | O Szablę Wołodyjowskiego Varsavia           | CdM  | Sciabola | Indiv.  | Krzysztof Kaczkowski                                                            | Sandro Bazadze                                                                                          | Michele Gallo Luigi Samele                                                    | [ 57 ]  |
| 10 febbraio 2023 | O Szablę Wołodyjowskiego Varsavia           | CdM  | Sciabola | Squadre | Corea del Sud Do Gyeong-dong Gu Bon-gil Ha Han-sol Kim Jun-ho                   | Ungheria Tamás Decsi Csanád Gémesi András Szatmári Áron Szilágyi                                        | Stati Uniti Eli Dershwitz Daryl Homer Andrew Mackiewicz Grant Williams        | [ 58 ]  |
| 10 febbraio 2023 | Trofeo INALPI Torino                        | GP   | Fioretto | Indiv.  | Gerek Meinhardt                                                                 | Filippo Macchi                                                                                          | Alexander Choupenitch Daniele Garozzo                                         | [ 59 ]  |
| 23 febbraio 2023 | Coppa di Heidenheim Heidenheim an der Brenz | CdM  | Spada    | Indiv.  | Kōki Kanō                                                                       | Alexis Bayard                                                                                           | Ruslan Kurbanov Yulen Pereira                                                 | [ 60 ]  |
| 23 febbraio 2023 | Coppa di Heidenheim Heidenheim an der Brenz | CdM  | Spada    | Squadre | Francia Alexandre Bardenet Romain Cannone Clément Dorigo Alex Fava              | Italia Gabriele Cimini Valerio Cuomo Davide Di Veroli Andrea Santarelli                                 | Giappone Koki Kano Akira Komata Ryu Matsumoto Masaru Yamada                   | [ 61 ]  |
| 23 febbraio 2023 | Challenge dei Faraoni Il Cairo              | CdM  | Fioretto | Indiv.  | Alexander Massialas                                                             | Tommaso Marini                                                                                          | Davide Filippi Enzo Lefort                                                    | [ 62 ]  |
| 23 febbraio 2023 | Challenge dei Faraoni Il Cairo              | CdM  | Fioretto | Squadre | Giappone Kazuki Iimura Kyosuke Matsuyama Takahiro Shikine Kenta Suzumura        | Italia Guillaume Bianchi Daniele Garozzo Filippo Macchi Tommaso Marini                                  | Francia Enzo Lefort Pierre Loisel Maxime Pauty Rafael Savin                   | [ 63 ]  |
| 3 marzo 2023     | Trofeo Luxardo Padova                       | CdM  | Sciabola | Indiv.  | Michele Gallo                                                                   | Artyom Sarkïsyan                                                                                        | Sandro Bazadze Giovanni Repetti                                               | [ 64 ]  |
| 3 marzo 2023     | Trofeo Luxardo Padova                       | CdM  | Sciabola | Squadre | Ungheria Tamás Decsi Csanád Gémesi András Szatmári Áron Szilágyi                | Italia Luca Curatoli Michele Gallo Matteo Neri Pietro Torre                                             | Corea del Sud Do Gyeong-dong Gu Bon-gil Kim Jung-hwan Kim Jun-ho              | [ 58 ]  |
| 10 marzo 2023    | Grand Prix WESTEND Budapest                 | GP   | Spada    | Indiv.  | Gabriele Cimini                                                                 | Yonatan Cohen                                                                                           | Gaétan Billa Valerio Cuomo                                                    | [ 65 ]  |
| 17 marzo 2023    | Grand Prix Pusan                            | GP   | Fioretto | Indiv.  | Alessio Foconi                                                                  | Cheung Ka Long                                                                                          | Gerek Meinhardt Maxime Pauty                                                  | [ 66 ]  |
| 24 marzo 2023    | Jockey Club Argentino Buenos Aires          | CdM  | Spada    | Indiv.  | Alexandre Bardenet                                                              | Lan Minghao                                                                                             | Romain Cannone                                                                | [ 67 ]  |
| 24 marzo 2023    | Jockey Club Argentino Buenos Aires          | CdM  | Spada    | Squadre | Ungheria Tibor Andrasfi Máté Tamás Koch Dávid Nagy Gergely Siklósi              | Venezuela Francisco Limardo Jesús Limardo Rubén Limardo Grabiel Lugo                                    | Rep. Ceca Jiří Beran Michal Čupr Jakub Jurka Martin Rubeš                     | [ 68 ]  |
| 24 marzo 2023    | Coppa del Mondo Budapest                    | CdM  | Sciabola | Indiv.  | Áron Szilágyi                                                                   | Sandro Bazadze                                                                                          | Gu Bon-gil Maxime Pianfetti                                                   | [ 69 ]  |
| 24 marzo 2023    | Coppa del Mondo Budapest                    | CdM  | Sciabola | Squadre | Corea del Sud Gu Bon-gil Kim Jung-hwan Kim Jun-ho Oh San-guk                    | Germania Raoul Bonah Lorenz Kempf Frederic Kindler Matyas Szabo                                         | Ungheria Tamás Decsi Csanád Gémesi András Szatmári Áron Szilágyi              | [ 70 ]  |
| 27 aprile 2023   | Grand Prix Seul                             | GP   | Sciabola | Indiv.  | Oh Sang-uk                                                                      | Sandro Bazadze                                                                                          | Matteo Neri Áron Szilágyi                                                     | [ 71 ]  |
| 5 maggio 2023    | Coppa del Mondo Acapulco                    | CdM  | Fioretto | Indiv.  | Mohamed Hamza                                                                   | Cheung Ka Long                                                                                          | Tommaso Marini Gerek Meinhardt                                                | [ 72 ]  |
| 5 maggio 2023    | Coppa del Mondo Acapulco                    | CdM  | Fioretto | Squadre | Stati Uniti Miles Chamley-Watson Nick Itkin Alexander Massialas Gerek Meinhardt | Italia Alessio Foconi Daniele Garozzo Filippo Macchi Tommaso Marini                                     | Francia Alexandre Ediri Enzo Lefort Maxime Pauty Rafael Savin                 | [ 73 ]  |
| 5 maggio 2023    | Grand Prix Cali                             | GP   | Spada    | Indiv.  | Jiří Beran                                                                      | Davide Di Veroli                                                                                        | Yulen Pereira Federico Vismara                                                | [ 74 ]  |
| 12 maggio 2023   | Città di Madrid Madrid                      | CdM  | Sciabola | Indiv.  | Sandro Bazadze                                                                  | Riccardo Nuccio                                                                                         | Enrico Berrè Maxime Pianfetti                                                 | [ 75 ]  |
| 12 maggio 2023   | Città di Madrid Madrid                      | CdM  | Sciabola | Squadre | Ungheria Tamás Decsi Csanád Gémesi András Szatmári Áron Szilágyi                | Stati Uniti Eli Dershwitz Andrew Doddo Colin Heathcock Mitchell Saron                                   | Iran Farzad Baher Arasbaran Mohammad Fotouhi Ali Pakdaman Mohammad Rahbari    | [ 76 ]  |
| 19 maggio 2023   | Coppa del Mondo Istanbul                    | CdM  | Spada    | Indiv.  | Alexandre Bardenet                                                              | Máté Tamás Koch                                                                                         | Davide Di Veroli Tristan Tulen                                                | [ 77 ]  |
| 19 maggio 2023   | Coppa del Mondo Istanbul                    | CdM  | Spada    | Squadre | Kazakistan Elmir Alijmanov Rwslan Qurbanov Erlik Sertay Vadim Şarlaimov         | Paesi Bassi Ruben Derksen Tristan Tulen Rafael Tulen David van Nunen                                    | Corea del Sud Kim Jae-won Kweon Young-jun Ma Se-geon Son Tae-jin              | [ 78 ]  |
| 19 maggio 2023   | Grand Prix Shanghai                         | GP   | Fioretto | Indiv.  | Alexander Massialas                                                             | Francesco Ingargiola                                                                                    | Daniel Dosa Julien Mertine                                                    | [ 79 ]  |
| 15 giugno 2023   | Campionati panamericani Lima                | CC   | Spada    | Indiv.  | Rubén Limardo                                                                   | Nicholas Zhang                                                                                          | Grabiel Lugo Jhon Édison Rodríguez                                            | [ 80 ]  |
| 15 giugno 2023   | Campionati panamericani Lima                | CC   | Spada    | Squadre | Venezuela Francisco Limardo Jesús Limardo Rubén Limardo Grabiel Lugo            | Colombia Andrés Felipe Campos Zarrate Juán Andrés Castillo Guttierez Hernando Roa Jhon Édison Rodríguez | Canada Fynn Fafard Dylan French Samuel Gallagher-Pelletier Nicholas Zhang     | [ 81 ]  |
| 15 giugno 2023   | Campionati panamericani Lima                | CC   | Fioretto | Indiv.  | Gerek Meinhardt                                                                 | Nick Itkin                                                                                              | Alexander Massialas Guilherme Toldo                                           | [ 82 ]  |
| 15 giugno 2023   | Campionati panamericani Lima                | CC   | Fioretto | Squadre | Stati Uniti Miles Chamley-Watson Nick Itkin Gerek Meinhardt -                   | Canada Blake Broszus Bogdan Hamilton Patrick Liu Maximilien van Haaster                                 | Cile David Alarcón Gustavo Alarcón Juvenal Alarcón Leopoldo Alarcón           | [ 83 ]  |
| 15 giugno 2023   | Campionati panamericani Lima                | CC   | Sciabola | Indiv.  | Andrew Doddo                                                                    | José Quintero                                                                                           | Pascual María Di Tella Eliecer Romero                                         | [ 84 ]  |
| 15 giugno 2023   | Campionati panamericani Lima                | CC   | Sciabola | Squadre | Stati Uniti Eli Dershwitz Andrew Doddo Colin Heathcock Mitchell Saron           | Canada Farès Arfa François Cauchon Shaul Gordon Andrew Wei                                              | Venezuela Hender Medina José Quintero Abraham Rodríguez Eliecer Romero        | [ 85 ]  |
| 16 giugno 2023   | Campionato europeo Sofia                    | CC   | Spada    | Indiv.  | Davide Di Veroli                                                                | Federico Vismara                                                                                        | Mateusz Antkiewicz Marco Brinkmann                                            | [ 86 ]  |
| 16 giugno 2023   | Campionato europeo Sofia                    | CC   | Fioretto | Indiv.  | Filippo Macchi                                                                  | Enzo Lefort                                                                                             | Guillaume Bianchi Rafael Savin                                                | [ 87 ]  |
| 16 giugno 2023   | Campionato europeo Sofia                    | CC   | Sciabola | Indiv.  | Sandro Bazadze                                                                  | András Szatmári                                                                                         | Sébastien Patrice Enver Yıldırım                                              | [ 88 ]  |
| 17 giugno 2023   | Campionati asiatici Wuxi                    | CC   | Spada    | Indiv.  | Kōki Kanō                                                                       | Yu Lefan                                                                                                | Kim Jae-won Akira Komata                                                      | [ 89 ]  |
| 17 giugno 2023   | Campionati asiatici Wuxi                    | CC   | Spada    | Squadre | Giappone Kōki Kanō Akira Komata Ryū Matsumoto Masaru Yamada                     | Kazakistan Elmir Alimzhanov Ruslan Kurbanov Yerlik Sertay Vadim Sharlaimov                              | Corea del Sud Kim Jae-won Kweon Young-jun Ma Se-geon Son Tae-jin              | [ 90 ]  |
| 17 giugno 2023   | Campionati asiatici Wuxi                    | CC   | Fioretto | Indiv.  | Mo Ziwei                                                                        | Ha Tae-gyu                                                                                              | Heo Jun Yeung Chi Ka                                                          | [ 91 ]  |
| 17 giugno 2023   | Campionati asiatici Wuxi                    | CC   | Fioretto | Squadre | Giappone Kazuki Iimura Kyōsuke Matsuyama Takahiro Shikine Kenta Suzumura        | Corea del Sud Ha Tae-gyu Heo Jun Im Cheol-woo Lee Kwang-hyun                                            | Cina Chen Haiwei Mo Ziwei Xu Jie Zheng Zhaoran                                | [ 92 ]  |
| 17 giugno 2023   | Campionati asiatici Wuxi                    | CC   | Sciabola | Indiv.  | Ali Pakdaman                                                                    | Kim Jun-ho                                                                                              | Low Ho Tin Mohammad Rahbari                                                   | [ 93 ]  |
| 17 giugno 2023   | Campionati asiatici Wuxi                    | CC   | Sciabola | Squadre | Corea del Sud Gu Bon-gil Kim Jung-hwan Kim Jun-ho Oh Sang-uk                    | Iran Farzad Baher Aresbaran Mohammad Fotouhi Ali Pakdaman Mohammad Rahbari                              | Cina Liang Jianhao Lin Xiao Shen Chenpeng Yan Yinghui                         | [ 94 ]  |
| 19 giugno 2023   | Campionati africani Il Cairo                | CC   | Spada    | Indiv.  | Mohamed Yassine                                                                 | Mohamed El-Sayed                                                                                        | Abdelkarim El Haouari Ahmed El-Sayed                                          | [ 95 ]  |
| 19 giugno 2023   | Campionati africani Il Cairo                | CC   | Spada    | Squadre | Egitto Ahmed El-Sayed Mohamed El-Sayed Ahmad El-Sokkary Mohamed Yassine         | Marocco Abdelkarim El Haouari Houssam El Kord Yehia Ellis Omar Nahi                                     | Sudafrica Sergey Losevskiy Harry Saner Pavel Tychler Rahul van Manen          | [ 96 ]  |
| 19 giugno 2023   | Campionati africani Il Cairo                | CC   | Fioretto | Indiv.  | Mohamed Hamza                                                                   | Alaaeldin Abouelkassem                                                                                  | Mohamed Hassan Abdelrahman Tolba                                              | [ 97 ]  |
| 19 giugno 2023   | Campionati africani Il Cairo                | CC   | Fioretto | Squadre | Egitto Mohamed Hamza Mohamed Hassan Youssef Sanaa Abdelrahman Tolba             | Algeria Thibaud Bekkat Tamer Berkane Salim Heroui Youcef Madi                                           | Senegal Cheikh Omar Diallo Gaston Preira Noé Robin Bourama Keba Sagnan        | [ 98 ]  |
| 19 giugno 2023   | Campionati africani Il Cairo                | CC   | Sciabola | Indiv.  | Ziad El-Sissy                                                                   | Adham Moataz                                                                                            | Mohamed Amer Evann Girault                                                    | [ 99 ]  |
| 19 giugno 2023   | Campionati africani Il Cairo                | CC   | Sciabola | Squadre | Egitto Mohamed Amer Ziad El-Sissy Medhat Moataz Adham Moataz                    | Tunisia Ahmed Ferjani Farès Ferjani Amenallah Hmissi Lucas Messica                                      | Algeria Thibaud Bekkat Akram Bounabi Zacharia Bounachada Adem Abdelhacib Izem | [ 100 ] |
| 25 giugno 2023   | Giochi europei a squadre Cracovia           | CC   | Spada    | Squadre | Ungheria Tibor Andrásfi Máté Koch Dávid Nagy Gergely Siklósi                    | Svizzera Alexis Bayard Théo Brochard Hadrien Favre Max Heinzer                                          | Italia Gabriele Cimini Davide Di Veroli Andrea Santarelli Federico Vismara    | [ 101 ] |
| 25 giugno 2023   | Giochi europei a squadre Cracovia           | CC   | Fioretto | Squadre | Italia Alessio Foconi Daniele Garozzo Filippo Macchi Tommaso Marini             | Francia Alexandre Ediri Enzo Lefort Maxime Pauty Rafael Savin                                           | Germania Alexander Kahl Luis Klein Paul Faul Laurenz Rieger                   | [ 102 ] |
| 25 giugno 2023   | Giochi europei a squadre Cracovia           | CC   | Sciabola | Squadre | Francia Boladé Apithy Sébastien Patrice Maxime Pianfetti Tom Seitz              | Italia Luca Curatoli Michele Gallo Matteo Neri Luigi Samele                                             | Germania Raoul Bonah Lorenz Kempf Frederic Kindler Matyas Szabo               | [ 103 ] |
| 22 luglio 2023   | Campionato mondiale Milano                  | CC   | Spada    | Indiv.  | Máté Koch                                                                       | Davide Di Veroli                                                                                        | Romain Cannone Ruslan Kurbanov                                                | [ 104 ] |
| 22 luglio 2023   | Campionato mondiale Milano                  | CC   | Spada    | Squadre | Italia Gabriele Cimini Davide Di Veroli Andrea Santarelli Federico Vismara      | Francia Alexandre Bardenet Gaétan Billa Yannick Borel Romain Cannone                                    | Venezuela Francisco Limardo Jesús Limardo Rubén Limardo Grabiel Lugo          | [ 105 ] |
| 22 luglio 2023   | Campionato mondiale Milano                  | CC   | Fioretto | Indiv.  | Tommaso Marini                                                                  | Nick Itkin                                                                                              | Enzo Lefort Kyōsuke Matsuyama                                                 | [ 106 ] |
| 22 luglio 2023   | Campionato mondiale Milano                  | CC   | Fioretto | Squadre | Giappone Kazuki Iimura Kyōsuke Matsuyama Takahiro Shikine Kenta Suzumura        | Cina Chen Haiwei Mo Ziwei Wu Bin Xu Jie                                                                 | Hong Kong Cheung Ka Long Choi Chun Yin Leung Chin Yu Yeung Chi Ka             | [ 107 ] |
| 22 luglio 2023   | Campionato mondiale Milano                  | CC   | Sciabola | Indiv.  | Eli Dershwitz                                                                   | Sandro Bazadze                                                                                          | Ziad El-Sissy Áron Szilágyi                                                   | [ 108 ] |
| 22 luglio 2023   | Campionato mondiale Milano                  | CC   | Sciabola | Squadre | Ungheria Tamás Decsi Csanád Gémesi András Szatmári Áron Szilágyi                | Corea del Sud Gu Bon-gil Ha Han-sol Kim Jun-ho Oh Sang-uk                                               | Stati Uniti Eli Dershwitz Andrew Doddo Colin Heathcock Mitchell Saron         | [ 109 ] |

## Classifica generale

### Spada

#### Donne
| Pos. | Atleta                    | Punti |
| ---- | ------------------------- | ----- |
| 1    | Marie-Florence Candassamy | 249   |
| 2    | Vivian Kong               | 234   |
| 3    | Nathalie Moellhausen      | 182   |
| 4    | Anna Kun                  | 181   |
| 5    | Song Se-ra                | 165   |
| 6    | Alexandra Louis-Marie     | 152   |
| 7    | Alberta Santuccio         | 151   |
| 8    | Auriane Mallo-Breton      | 137   |
| 9    | Sun Yiwen                 | 135   |
| 10   | Mara Navarria             | 133   |

| Pos. | Nazione       | Punti |
| ---- | ------------- | ----- |
| 1    | Corea del Sud | 364   |
| 2    | Francia       | 360   |
| 3    | Italia        | 336   |
| 4    | Polonia       | 291   |
| 5    | Stati Uniti   | 220   |

#### Uomini
| Pos. | Atleta                | Punti  |
| ---- | --------------------- | ------ |
| 1    | Davide Di Veroli      | 185    |
| 2    | Máté Tamás Koch       | 158    |
| 3    | Gergely Siklósi       | 153    |
| 4    | Koki Kano             | 150    |
| 5    | Alexandre Bardenet    | 125    |
| 6    | Valerio Cuomo         | 115    |
| 7    | Federico Vismara      | 114    |
| 8    | Alexandre Bardenet    | 113    |
| 9    | Romain Cannone        | 105    |
| 10   | Jhon Édison Rodríguez | 101,75 |

| Pos. | Nazione       | Punti |
| ---- | ------------- | ----- |
| 1    | Francia       | 360   |
| 2    | Italia        | 333   |
| 3    | Ungheria      | 296   |
| 4    | Corea del Sud | 266   |
| 5    | Giappone      | 260   |

### Fioretto

#### Donne
| Pos. | Atleta                  | Punti |
| ---- | ----------------------- | ----- |
| 1    | Lee Kiefer              | 255   |
| 2    | Alice Volpi             | 220   |
| 3    | Martina Batini          | 183   |
| 4    | Martina Favaretto       | 177   |
| 5    | Ysaora Thibus           | 176   |
| 6    | Sera Azuma              | 161   |
| 7    | Anne Sauer              | 158   |
| 8    | Eleanor Harvey          | 112   |
| 9    | Julia Walczyk-Klimaszyk | 102   |
| 10   | Francesca Palumbo       | 101   |

| Pos. | Nazione     | Punti |
| ---- | ----------- | ----- |
| 1    | Italia      | 436   |
| 2    | Stati Uniti | 344   |
| 3    | Francia     | 332   |
| 4    | Giappone    | 300   |
| 5    | Canada      | 240   |

#### Uomini
| Pos. | Atleta              | Punti |
| ---- | ------------------- | ----- |
| 1    | Alexander Massialas | 194   |
| 2    | Gerek Meinhardt     | 180   |
| 3    | Tommaso Marini      | 176   |
| 4    | Enzo Lefort         | 169   |
| 5    | Mohamed Hamza       | 161   |
| 6    | Nick Itkin          | 154   |
| 7    | Cheung Ka Long      | 152   |
| 8    | Alessio Foconi      | 148   |
| 9    | Filippo Macchi      | 145   |
| 10   | Kyōsuke Matsuyama   | 141   |

| Pos. | Nazione     | Punti |
| ---- | ----------- | ----- |
| 1    | Giappone    | 384   |
| 2    | Stati Uniti | 380   |
| 3    | Italia      | 348   |
| 4    | Francia     | 268   |
| 5    | Cina        | 256   |

### Sciabola

#### Donne
| Pos. | Atleta                 | Punti |
| ---- | ---------------------- | ----- |
| 1    | Sara Balzer            | 218   |
| 2    | Misaki Emura           | 216   |
| 3    | Theodora Gkountoura    | 214   |
| 4    | Despina Georgiadou     | 209   |
| 5    | Manon Apithy-Brunet    | 177   |
| 6    | Rossella Gregorio      | 141   |
| 7    | Lucía Martín-Portugués | 136   |
| 8    | Olha Kharlan           | 108   |
| 9    | Magda Skarbonkiewicz   | 103   |
| 10   | Elizabeth Tartakovsky  | 235   |

| Pos. | Nazione       | Punti |
| ---- | ------------- | ----- |
| 1    | Francia       | 351   |
| 2    | Corea del Sud | 340   |
| 3    | Ungheria      | 300   |
| 4    | Italia        | 280   |
| 5    | Stati Uniti   | 248   |

#### Uomini
| Pos. | Atleta          | Punti |
| ---- | --------------- | ----- |
| 1    | Sandro Bazadze  | 303   |
| 2    | Eli Dershwitz   | 173   |
| 3    | Áron Szilágyi   | 172   |
| 4    | Ziad El-Sissy   | 148   |
| 5    | Luigi Samele    | 141   |
| 6    | Matyas Szabo    | 125   |
| 7    | András Szatmári | 121   |
| 8    | Michele Gallo   | 117   |
| 9    | Boladé Apithy   | 116   |
| 10   | Ali Pakdaman    | 110   |

| Pos. | Nazione       | Punti |
| ---- | ------------- | ----- |
| 1    | Corea del Sud | 400   |
| 2    | Ungheria      | 384   |
| 3    | Stati Uniti   | 294   |
| 4    | Italia        | 268   |
| 5    | Francia       | 259   |